# NGC 799
NGC 799 је спирална галаксија у сазвежђу Кит која се налази на NGC листи објеката дубоког неба.
Деклинација објекта је - 0° 6' 1" а ректасцензија 2h 2m 12,2s. Привидна величина (магнитуда) објекта NGC 799 износи 13,4 а фотографска магнитуда 14,3. NGC 799 је још познат и под ознакама UGC 1527, MCG 0-6-23, CGCG 387-29, KCPG 52B, PGC 7741.